# روپرت دیویس
روپرت دیویس (انگلیسی: Rupert Davies؛ ‏ ۲۲ مهٔ ۱۹۱۶ – ۲۲ نوامبر ۱۹۷۶) یک هنرپیشه اهل بریتانیا بود.
از فیلم‌ها یا برنامه‌های تلویزیونی که وی در آن نقش داشته است، می‌توان به جنگ و صلح، زپلین، جاسوس جنگ سرد، واترلو، کلید، دراکولا از گور برخاسته‌است و یاقوت کبود اشاره کرد.